# Duff McKagan
Michael Andrew McKagan, detto Duff (Seattle, 5 febbraio 1964), è un polistrumentista e cantante statunitense.
Ha ottenuto fama mondiale come bassista dei Guns N' Roses, in cui ha militato dal 1985 al 1997 e di nuovo dal 2016, ma ha fatto parte anche di molte altre band come Velvet Revolver e Jane's Addiction e come solista.

## Biografia
Riceve i primi rudimenti nel basso da suo fratello maggiore Bruce dopo aver già cominciato a suonare sia la batteria che la chitarra; nonostante questo sia sempre stato il suo strumento principale (in omaggio a Sid Vicious, il suo idolo, iniziò anche a portare al collo un lucchetto e una catena), ha suonato la batteria in numerose band. All'età di diciannove anni compra un nuovo basso e un amplificatore e parte per Los Angeles, dove suona in dozzine di band.
Dopo aver risposto a un annuncio dei Road Crew, che cercavano un nuovo bassista, conosce Slash e Steven Adler: nel 1985 i tre si uniscono a Izzy Stradlin e Axl Rose dando vita ai Guns N' Roses, che esordiscono il 6 giugno 1985 al Troubadour di Los Angeles. Di lì il gruppo conoscerà un successo planetario che sopravvive tutt'oggi.
Si sposa per la prima volta il 28 maggio 1988 con Mandy Brix, cameriera in un ristorante giapponese di L.A. e membro della band The Lame Flames, da cui divorzia nel 1990; si risposa nel settembre del 1992 con Linda Johnson, per poi divorziare tre anni dopo.
Nel 1994 contrae la pancreatite, dovuta all'eccesso di alcool e droghe, e dopo la separazione dai Guns nel 1997 affronta un percorso di disintossicazione; torna quindi a Seattle per stare vicino alla madre, affetta dalla malattia di Parkinson e deceduta nel 2000. Successivamente fonda numerose band di vita breve, partecipa marginalmente al progetto di Slash, gli Slash's Snakepit, e si avvale della collaborazione di Izzy Stradlin nella registrazione del suo disco Beautiful Disease.
Dal 2003 entra a far parte dei Velvet Revolver, un gruppo Hard & Heavy composto da Slash, Matt Sorum, Scott Weiland e Dave Kushner: l'album d'esordio, Contraband, esce l'8 giugno 2004, mentre il secondo, Libertad, nel 2007. Ha poi partecipato all'album Slash dello stesso disponibile dall'aprile 2010.
Il 14 ottobre 2010, dopo più di tredici anni, torna a condividere il palco con Axl Rose nel concerto della band californiana all'O2 di Londra suonando classici del gruppo come You Could Be Mine, Nice Boys, Knockin' on Heaven's Door e Patience.
Dal 2012 fa parte dei Walking Papers, con i quali ha pubblicato nel 2013 l'album omonimo, e sempre dallo stesso anno è membro stabile del supergruppo Kings of Chaos, insieme tra gli altri al suo compagno nei Guns e nei Revolver Matt Sorum.
Durante il tour sudamericano dei Guns N' Roses del 2014 ha temporaneamente sostituito il bassista Tommy Stinson per cinque date suonando di fatto per la prima volta dal 1993 con i Guns per tutta la durata del concerto; rientra nel gruppo nel 2016 per il Coachella Festival insieme a Slash, cui seguirà il gigantesco Not in This Lifetime... Tour.

## Discografia
Solista (come DUFF) 
- 1993 - Believe in Me
- 1999 - Beautiful Disease
- 2019 - Tenderness
- 2023 - Lighthouse

 Con i Guns N' Roses 

 Album in studio 
- 1987 - Appetite for Destruction
- 1988 - G N' R Lies
- 1991 - Use Your Illusion I
- 1991 - Use Your Illusion II
- 1993 - The Spaghetti Incident?

Raccolte
- 1998 -  Use Your Illusion
- 2004 -  Greatest Hits

 Live
- 1999 - Live Era '87-'93

EP
- 1986 - Live ?!*@ Like a Suicide
- 1987 - Live From the Jungle
- 1993 - The "Civil War" EP

 Con Izzy Stradlin 
- 1998 - 117 Degrees
- 2001 - River

 Con i Neurotic Outsiders 
- 1996 - Neurotic Outsiders

 Con i Loaded 
- 2002 - Darkdays
- 2009 - Sick
- 2011 - The Taking

 Con i Velvet Revolver 
- 2004 - Contraband
- 2007 - Libertad

 Con Slash 
- 2010 - Slash

 Con i Walking Papers 
- Walking Papers

 Album tributo 
- 1999 - Humanary Stew: A Tribute to Alice Cooper
- 2006 - Welcome to the Nightmare: An All Star Salute to Alice Cooper